# Mine d'Ok Tedi
 (mars 2025).
La mine d'Ok Tedi est une mine à ciel ouvert d'or et de cuivre située près de la rivière Ok Tedi, dans la Province ouest de la Papouasie-Nouvelle-Guinée. Ses rejets dans la rivière ont eu d'importantes conséquences environnementales sur le bassin fluvial et les populations environnantes.